# 南西高射群
南西高射群（なんせいこうしゃぐん、英称：Southwestern Air Defence Missile Group）とは、南西航空方面隊に属している高射群である。本部は那覇基地（沖縄県那覇市）に所在しており、4つの高射隊を傘下に抱えている。主な任務は、飛来する敵の航空戦力を長射程の地対空ミサイル（SAM）により迎撃することである。基地や一部機材は沖縄返還の際にアメリカ軍から移管されたもので開始された。編成当初は「第5高射群」であったが、2023年（令和5年）の高射群再編に伴い、「南西高射群」に改称された。

## 沿革
- 1972年（昭和47年）5月15日：沖縄返還。
- 1973年（昭和48年）
  - 2月15日：高射訓練隊（那覇訓練隊・知念訓練隊・恩納訓練隊）編成、アメリカ陸軍第30防空砲兵旅団(30th Air Defense Artillery Brigade)より移管作業。
  - 5月14日：施設・機材の随時移管が進み、知念および恩納の主施設管理権移管。
  - 10月16日：南西航空混成団新編に伴い、その隷下に異動、第5高射群に改編・編成。各高射訓練隊を第17・第18・第19高射隊に改編。
- 1995年（平成07年）3月31日：高射隊の装備をペトリオットに換装。
- 1996年（平成08年）2月1日：第16高射隊を新編。
- 2013年（平成25年）4月：PAC-3が第17・18高射隊に配備、平成26年度配備予定の前倒し措置[1]。
- 2023年（令和05年）3月16日：第5高射群が「南西高射群」に改称[2]。

## 部隊編成
特記ないものは那覇基地に所在している。
- 南西高射群本部
  - 指揮所運用隊
  - 整備補給隊
  - 第16高射隊（知念分屯基地）
  - 第17高射隊
  - 第18高射隊（知念分屯基地）
  - 第19高射隊（恩納分屯基地）

## 主要幹部
| 官職名         | 階級    | 氏名     | 補職発令日     | 前職                       |
| -------------- | ------- | -------- | -------------- | -------------------------- |
| 南西高射群司令 | 1等空佐 | 林育正   | 2024年12月20日 | 北部航空方面隊司令部幕僚長 |
| 副司令         | 1等空佐 | 根岸大輔 | 2025年03月03日 | 航空自衛隊幹部学校付       |

| 代 | 氏名       | 在職期間                        | 前職                                                        | 後職                                                  |
| -- | ---------- | ------------------------------- | ----------------------------------------------------------- | ----------------------------------------------------- |
| 01 | 北村宏     | 1973年10月16日 - 1975年04月15日 | 臨時高射訓練隊司令                                          | 航空自衛隊幹部学校勤務                                |
| 02 | 梶田貞美   | 1975年04月16日 - 1977年03月15日 | 高射支援隊副司令                                            | 航空自衛隊術科教育本部勤務                            |
| 03 | 田中政行   | 1977年03月16日 - 1978年04月16日 | 第13飛行教育団副司令                                        | 教材整備隊司令                                        |
| 04 | 関根與三郎 | 1978年04月17日 - 1979年06月30日 | 航空幕僚監部防衛部調査第1課 総括班長                        | 航空幕僚監部防衛部調査第1課長                         |
| 05 | 田中憲明   | 1979年07月01日 - 1981年07月31日 | 航空幕僚監部人事教育部厚生課勤務                            | 航空幕僚監部防衛部勤務                                |
| 06 | 竹内則進   | 1981年08月01日 - 1983年07月31日 | 航空幕僚監部防衛部勤務                                      | 航空自衛隊幹部学校勤務                                |
| 07 | 勝山満     | 1983年08月01日 - 1986年03月16日 | 教導高射隊司令                                              | 飛行教育集団司令部人事部長                            |
| 08 | 石津節正   | 1986年03月17日 - 1988年03月15日 | 航空幕僚監部監理部監理課長                                  | 航空自衛隊幹部学校主任教官                            |
| 09 | 藤巻實     | 1988年03月16日 - 1989年08月01日 | 航空自衛隊幹部学校学校教官                                  | 退職                                                  |
| 10 | 山本壽之   | 1989年08月01日 - 1990年04月15日 | 航空幕僚監部防衛部運用課勤務                                | 航空自衛隊幹部学校勤務                                |
| 11 | 平井澄勇   | 1990年04月16日 - 1992年08月02日 | 西部航空警戒管制団副司令                                    | 第1高射群司令                                         |
| 12 | 館林千榮樹 | 1992年08月03日 - 1993年06月28日 | 陸上幕僚監部調査部調査第2課勤務                             | 死去                                                  |
| 13 | 長嶋浩     | 1993年07月08日 - 1995年03月31日 | 航空幕僚監部総括副監察官                                    | 防空指揮群司令 兼 府中基地司令                        |
| 14 | 松浦利勝   | 1995年04月01日 - 1997年03月31日 | 第1輸送航空隊副司令                                         | 航空自衛隊幹部学校主任教官                            |
| 15 | 海老澤滋   | 1997年04月01日 - 1999年07月31日 | 西部航空方面隊司令部装備部長                                | 統合幕僚学校主任教官                                  |
| 16 | 馬場園信一 | 1999年08月01日 - 2000年11月30日 | 航空幕僚監部監理部監理課 会計監査室長                       | 航空自衛隊第4補給処高蔵寺支処長 兼 高蔵寺分屯基地司令 |
| 17 | 菊池悦男   | 2000年12月01日 - 2002年07月31日 | 航空自衛隊補給本部第3部長                                   | 航空システム通信隊司令                                |
| 18 | 田島朋直   | 2002年08月01日 - 2004年07月31日 | 自衛隊函館地方連絡部長                                      | 航空幕僚監部監理官                                    |
| 19 | 増田愛三   | 2004年08月01日 - 2006年12月05日 | 航空自衛隊幹部学校主任教官                                  | 航空自衛隊第4補給処副処長                             |
| 20 | 久本幸男   | 2006年12月06日 - 2008年03月31日 | 航空自衛隊幹部候補生学校教育部長                            | 航空自衛隊幹部学校主任教官                            |
| 21 | 桑原中     | 2008年04月01日 - 2010年03月31日 | 情報本部勤務                                                | 航空自衛隊幹部学校主任教官                            |
| 22 | 土田賢二   | 2010年04月01日 - 2011年11月30日 | 航空幕僚監部人事教育部人事計画課 人事計画調整官 兼 企画班長 | 航空自衛隊第3術科学校副校長                           |
| 23 | 井田竜夫   | 2011年12月01日 - 2012年03月31日 | 南関東防衛局調達部首席検査官                                | 航空自衛隊第4補給処資材計画部長                       |
| 24 | 津田和彦   | 2012年04月01日 - 2014年08月09日 | 航空自衛隊第4補給処資材計画部長                             | 航空自衛隊第4補給処付                                 |
| 25 | 竹平哲也   | 2014年08月10日 - 2015年07月31日 | 航空幕僚監部技術部技術課 先進技術室長                       | 航空幕僚監部首席法務官                                |
| 26 | 池田靖     | 2015年08月01日 - 2017年08月18日 | 航空自衛隊幹部学校主任教官 兼 航空自衛隊幹部学校勤務        | 退職（空将補昇任）                                    |
| 27 | 鎌田修一   | 2017年08月19日 - 2019年06月01日 | 作戦システム運用隊司令 兼 横田基地司令                      | 退職（空将補昇任）                                    |
| 28 | 阿蘇晋一   | 2019年06月02日 - 2020年12月17日 | 第4航空団副司令                                             | 航空気象群司令 兼 府中基地司令                        |
| 末 | 定免克己   | 2020年12月18日 - 2023年03月15日 | 北部航空方面隊司令部幕僚長                                  | 航空保安管制群司令                                    |

| 代 | 氏名     | 在職期間                        | 前職                       | 後職                       |
| -- | -------- | ------------------------------- | -------------------------- | -------------------------- |
| 01 | 山﨑浩二 | 2023年03月16日 - 2024年12月19日 | 航空幕僚監部防衛部施設課長 | 航空教育集団司令部総務部長 |
| 02 | 林育正   | 2024年12月20日 -                | 北部航空方面隊司令部幕僚長 |                            |